# Papež Aleksander VI.
Papež Aleksander  VI. (rojen kot Rodrigo Borgia ali Roderic Llançol i de Borja ), španski rimskokatoliški duhovnik, škof, kardinal in papež, * 1. januar 1431, Xàtiva, (Valencija, Aragonsko kraljestvo, danes Španija); † 18. avgust 1503, Rim (Papeška država, danes Italija).

## Življenjepis

### Mladost in poreklo
Rodrigo Borgia, (španska oblika imena je Roderic Llançol i de Borja, a bolj znana je italijanska oblika imena Borgia) se je rodil 1. januarja 1431 v kraju Xàtiva, Valencija, Aragonsko kraljestvo, danes Španija, 1. januarja 1431. Mati je bila Izabela Borja (oziroma Isabel de Borja i Llançol), sestra Kalista III., oče pa Jofré Llançol i Escrivà. Po materi je prevzel tudi priimek. 

### Cerkvena kariera
V Italijo je prišel 1449 na povabilo strica študirat cerkveno pravo na Bolonjsko univerzo, kjer je doktoriral 1456. 20. februarja 1456 je pri 24 letih postal kardinal; povzdignil ga je njegov sorodnik Kalist III.. 30. junija 1458 je bil imenovan za škofa Valencije, a je to dolžnost prevzel šele 21. julija isteg leta. Ker je bil škof v Valenciji, so ga klicali tudi 'il cardinale Valentino'. Ko je bila škofija povzdignjena v nadškofijo, je 9. juli]a 1492 postal nadškof Valencije. 

Po materini strani je bil Rodrigo torej nečak Kalista III., ki ga ni imenoval le za škofa v Valenciji, ampak obenem za kardinala-diakona pri San Nicola in Carcere, a naslednje leto pri Santa Maria in Via Lata. Užival je torej opazno naklonjenost strica-papeža, ki ga je poslal 31. decembra 1456 kot odposlanca v Ankonsko marko za leto dni, kjer je prizadevno deloval in si zaslužil priznanje in je postal "dux et generalis commissarius"  - vrhovni poveljnik papeških krdel v Italiji. 

Kalist je želel imeti poleg sebe svoja ljuba dvajsetletna nečaka, Pedra in Rodriga, sinova njegove sestre Izabele, v katerima je gledal podporo v svoji starosti. Ko je papež imenoval Rodriga za podkanclerja, je postal drugi človek v rimski Cerkvi v upravnih in diplomatskih zadevah. Pedra pa je imenoval za rimskega prefekta ali upravnika, ki je v papeškem imenu upravljal večno mesto. Nečakoma je Kalist dal popolno svobodo delovanja, saj je bil sam ves zaseden s pripravo križarske vojne. Bolehen je vodil Cerkev bolj iz svoje bolniške postelje kot iz sprejemnice in je menil, da so pritožbe zoper njiju le znamenje nejevolje zoper Špance. V resnici pa si je Rodrigo znal pridobiti zaupanje z ljubeznivostjo, medtem ko je bil Pedro ošabnega vedenja in ni poznal duha Rimljanov, ki so bili pripravljeni jutri kamnati tistega, ki so ga danes slavili. Ko je stric zbolel, je rimska drhal začela gonjo zoper nepriljubljene Špance zlasti pod vodstvom mogočnih Orsinijev, ki so menili, da mesto prefekta pripada njim. Papeška krdela niso posredovala, saj je bila že navada, da mesto izbruhne v zmešnjavo ob pontifikovi smrti, in da se vrne v svoje vsakdanje življenje po izvolitvi novega. 

Ko so ju pustili na celdilu celo osebni stražarji - ker se niso hoteli zameriti svojemu bodočemu gospodarju, sta brata reoblečena ponoči pobegnila iz Rima do Civitavecchie, kjer je Pedro umrl za visoko vročino, ki je nastopila kot posledica linčanja maščevalnih Rimljanov – in umrl. Rodrigo je pokazal neverjeten pogum in se je kljub divjanju rimski drhali vrnil v Vatikan ter ostal zvesto pri stričevi smrtni postelji do konca. 

### V službi Pija II.
Na konklavu 1458 je Rodrigo prvi glasoval in za njim tudi drugi za Eneja Pikolominija, ki je postal papež Pij II.. Novi papež mu je sicer ohranil staro mesto ter podelil nadarbine in ga včasih pohvalil; vendar mu je brez dlake na jeziku očital razbrzdane navade, razkošje ter dobičkaželjnost kot neprimerne za cerkvenega dostojanstvenika. Po drugi strani pa je Rodrigo na svoje stroške opremil eno ladjo za sanjsko podjetje Pija II., za križarsko vojno proti Turkom, saj so ga med seboj skregani italijanski in evropski vladarji pustili na cedilu. Hudo bolnega papeža je skupaj z drugimi kardinali spremljal v Ancono, kjer je le-ta umrl. 

Piju II. je Rodrigo vsekakor zvesto služil in mu bil v vsem pokoren, celo v njegovih meniških navadah, ko je komaj kaj jedel, bil brezbrižen za posvetnost, a izredno občutljiv za lepoto cerkvenih obredov, ki jih je znal španski tečajnik pripraviti do popolnosti natančno. Sebi je dal zgraditi tu – prav nasproti Vatikana – palačo-trdnjavo, silno bogato opremljeno. Rimskemu ljudstvu, ki je bilo neprestano željno panem et circenses , je znal ustreči z imenitnimi glasbenimi prireditvami, včasih celo s špansko posebnostjo - divjimi bikoborbami. 
V njegovi službi se je spozabil le enkrat, v sienski pustolovščini, pa je od papeža kmalu dobil ostro pismo: 
»Pravijo, da v Sieni dandanašnji ne govorijo o ničemer drugem kot o tvojih neumnostih, ki vsem služijo za norčevanje. Naše pohujšanje je neizrekljivo; to prinaša namreč sramoto cerkvenemu položaju in oblastem. O nas bodo govorili, da so nas obogatili ne zato, da bi živeli neoporečno, ampak da nam bi dali priliko za zabavo. Zato nas zaničujejo glavarji in mogočniki ter nas imajo za norca posvetnjaki, ko nam v obraz očitajo naše življenje.
Ti, ljubi sin, stojiš na čelu valencijske škofije; ti si papežev tajnik in tvoje vedenje mora biti dostojanstveno; ti sediš skupaj s papežem med tečajniki, svetovalci svetega sedeža. Zaradi tebe omalovažujejo nas, omalovažujejo spomin tvojega blagega strica Kalista, ki je – kot menijo mnogi – ravnal neprimerno, ko te je obsul s tolikimi častmi. Če se izgovarjaš na svojo starost, nisi več tako mlad, da ne bi videl, kakšne dolžnosti gredo skupaj s tvojim dostojanstvom. Kardinal mora biti neoporečen in nravno zgleden pred vsemi očmi. Če se bo kaj takega ponovilo tudi po prejemu našega pisma, bomo prisiljeni proti svoji volji in z bolečino v srcu tebe odstaviti; vendar nam tvoja leta, ki še obljubljajo poboljšanje, dopuščajo, da s teboj ravnamo po očetovsko.« 

Glede počutnosti se je Rodrigo Borgia – papež Aleksander VI. – v nečem razlikoval od svojega predstojnika Eneja Pikolominija – papeža Pija II.: Enej se je od mladostne počutnosti poslovil, ko se je posvetil cerkveni karieri, Rodrigo pa niti takrat ne. Nastop vročekrvnega mladeniča je na sodobnike vsekakor napravljala izreden vtis:

Humanist Portius pravi o njem: »On je visok, glede polti niti bel niti temen; njegove oči so črne; njegova usta so nekoliko polna. Njegovo zdravje je sijanjno in ima čudovito moč prenašanja vseh vrst naporov. Poseduje izredno govorniško sposobnost; na njem ni opaziti nič neomikanega.« Pravi ideal renesančne lepote, moči in skladnosti torej. 
 

Znameniti milanski humanist Mainus Jason pa poveličuje »uglajenost njegovega stasa, vedro čelo, kraljevske obrvi, velikodušnost in vzvišenost izsevajoči obraz, veleumnost in junaško, krasno zgradbo celotnega telesa.« Zato ni čudno, da je o njem zapisal veronski zgodovirnar Gašper: »Kjer je opazil kako brhko žensko, jo je na čuden način vnel k ljubezni in jo privlačil k sebi bolj kot magnet železo.« 

## Papež
11. avgusta 1492 je na konklavu 23 navzočih kardinalov izvolilo za papeža Rodriga Borgia, in sicer v tretjem krogu; saj sta bila prva dva kroga neodločena med dvema drugima kandidatoma. Da bi preprečili nadaljevanje tega, so izvolili tretjega kandidata, ki pa poprej ni veljal za pravega tekmeca. Rodrigo ni prikrival veselja, da je dosegel svoj zaželeni cilj. Na vprašanje obredarja Burcharda, če hoče sprejeti papeško službo, ni odgovoril s tradicionalnim »Volo« (»Hočem«), ampak je navdušeno zavpil: »Sono papa!« (»Sem papež!«) – ter je takoj odšel žareč in nasmejan podelit blagoslov zbrani množici, urbi et orbi . Med konklavom so Rim kot po navadi zajeli neredi, v katerih je bilo čez dvesto mrtvih. Papež Aleksander VI. je dojel, da mora takoj ukrepati. Ni bilo težko najti prestopnikov, ki so se nekaznovano množili v obdobju blagih papežev. Papeška milica jih je takoj polovila, njihove hiše porušila do tal, nanje postavila vislice in jih pobesila. Ko je nastopil dan umeščanja in kronanja dne 26. avgusta istega meseca, se je Rim pokazal kot najbolj mirno in urejeno mesto, ki mu je v nagrado podaril papež presijajen obred kronanja, ko se je do tedaj nevidena veličastna šesturna povorka od Sv. Petra do Laterana vila po rimskih ulicah, a načeljevala ji je mogočna in mikavna postava papeža, polnega mladostne moči, jahajočega na belem konju. 

### Verska plat
Njegova močna osebnost zahteva, da razlikujemo dve ravni: versko-dušnopastirsko ter politično-družinsko. Na prvi ravni mu ni nikoli manjkalo vere in pastoralne skrbi; na drugi pa je bruhnilo na dan renesančno posvetno gledanje, ki je povzročilo, da je papež vladarske in družinske zadeve reševal na isti način kot takratni posvetni knezi. 

Na verskem področju se je Aleksander pokazal odgovornega in sposobnega, da loči svoje verske dolžnosti od posvetnih. 

Odprl je sveto leto 1500, in poskrbel za organizacijo obredov in jubilejnih dogodkov. Spodbujal je misijone v z njegovim nastopom odkriti Ameriki. V Novem svetu je avtoritativno določil razmejitveno črto med Španijo in Portugalsko, ki  velja vse do danes. 

Kot velik gospod, ki ljubi lepo, umetniško in razkošno, je odprl stoletje renesanse, ki ga je obilno podpiral na kulturnem in zlasti umetniškem področju. Kljub svojim izstopajočim slabostim je imel čut za cerkvene zadeve. Imel je navado nositi s sabo posvečeno hostijo v zlati škatli, a opasan je bil tudi z raševinasto spokorno obleko - za renesančno dobo nekaj samo po sebi razumljivega. 

### Posvetna plat
Aleksander VI. izstopa kot najbolj nenraven od vseh renesančnih papežev, kar ni majhna »pohvala«; upoštevati pa moramo, da je imel tudi in predvsem namene politika in velikega državnika. (Alban Dignat)  Tukaj naj omenimo le, da je svoje rodbinske zveze v politiki vsestransko izkoristil, pa naj se tiče postavljanja svojih sorodnikov na pomembne položaje, utrjevanja mednarodnih zvez s tozadevnimi porokami; večkrat pa je vplivala na smer njegove politike tudi pretirana navezanost in skrb na lastne otroke oziroma nečake.
 
Zelo močno je na vso Aleksandrovo politiko vplival sin Cesare. Ko je imel 18 let, ga je oče imenoval za kardinala. Kmalu pa je pustil cerkveno službo in se posvetil vojaški. Cerkveni državi je pridobil po machiavellijevsko pokrajini Romagno in Marche. Ni gotovo, da je storil zločine, za katere ga sumijo nekateri letopisci in je med njimi tudi Juanov bratomor. Po očetovi smrti so ga kot tirana izgnali; umrl pa je v Španiji. Prek Lukrecijinih porok je Aleksander želel utrjevati dobre zveze cerkvene države s posameznimi knežjimi hišami. Od 1501 je kot ferrarska vojvodinja živela vzorno in umrla kot članica frančiškovega tretjega reda. 

Pod njegovim pontifikatom sta se kot močni nacionalni državi uveljavili predvsem Francija in Španija; odkritja novega sveta so tudi Cerkev postavila pred nove naloge. Kot spreten politik se je Aleksander dobro znašel v spremenjenih okoliščinah. V sporih zaradi kolonialnih posesti med Španijo in Portugalsko je avtoritativno razsodil in državi sta se njegove razsodbe tudi držali. Podprl je misijonsko dejavnost v novoodkritih deželah. Jubilejno sveto leto 1500 je v Rimu slovesno praznoval v številnih cerkvah. V obrede tega praznovanja je uvedel odpiranje svetih vrat v glavnih rimskih bazilikah, kakor tudi njihovo zapiranje. Po umoru sina Juana se je lotil prenove Cerkve. Komisija razgledanih kardinalov in dobro izobraženih teologov je pripravila izboren reformni program, vendar se kaj dlje od programa zadeva ni premaknila. Aleksander je podprl dejavnost nekaterih redov, posebno se je zavzemal za avguštince. 

Zaradi razbrzdanega življenja je Aleksandra ostro napadel fantični pridigar, zažigalec knjig in umetniških del, ki jih je imel za nemoralna – florentinski dominikanec Savonarola (1452–1498). Zahteval je prenovo rimske kurije, sklic koncila – in odstavitev nevrednega papeža. Vplivni spokorni pridigar, osebno brezgrajen, si je pridobil veliko pristašev, in je bil takorekoč nekronani florentinski vladar od 1494. Ko pa je papež zagrozil mestu s cerkvenimi kaznimi, ga je večina zapustila. Papež ga je povabil v Rim na zagovor, a se trmasti menih ni hotel ukloniti; na pomoč zoper papeža je klical celo francoskega kralja Karla (* 1470; 1483–1498), ki je res odšel na pohod do Neaplja, a se je iz Italije kmalu moral neslavno umakniti. Menih se je s svojim drznim nastopom postavil v smrtno nevarnost, iz katere ga ni mogel rešiti niti papež. V Florenci so ga na hitro obdolžili krivoverstva in ga 1498 sežgali na grmadi skupaj z dvema sobratoma. Malo je morda znano, da mu je pred smrtjo papež poslal listino, s katero mu je podelil popolni odpustek in ga postavil v stanje krstne nedolžnosti.  

### Papež Aleksander inSlovenci
V Novem mestu se je z dovoljenjem cesarja Friderika združilo več duhovnikov, da bi kot regularni kanoniki skupno živeli »pod eno streho in pri eni mizi«. Novomeški kapitelj, ki naj bi štel trinajst kanonikov, je potrdil papež Aleksander VI.
7. aprila 2006 pa je bila ustanovljena Škofija Novo mesto, 10. junija 2006 je bil nato umeščen njen prvi in tudi sedanji škof Andrej Glavan, ki je (2016) tudi predsednik Slovenske škofovske konference. Po slabem letu od ustanovitve nove škofije v Novem mestu je bil 19. marca 2007 dosedanji Kolegiatni kapitelj, ki je bil ustanovljen 27. aprila 1493, razglašen in povišan v Stolni kapitelj. Hkrati so bili imenovani in ustoličeni štirje novi kanoniki s predstojnikom - proštom kapitlja na čelu, kajti po novem statutu ima Stolni kapitelj v Novem mestu šest kanonikov, od katerih je eden prošt. Kapitelj pa ima lahko tudi častne kanonike, ki jih naj ne bi bilo več kot rednih. Tako je Novo mesto po 514 letih Kolegiatnega kapitlja postalo sedež tretjega Stolnega kapitlja v Sloveniji za Ljubljano in Mariborom. 

## Dela

### Bule
1. Meritis religiosæ vitæ (26. februar 1493) – potrdi pravila reda, ki ga je ustanovil Frančišek Paolski, ter imenuje ustanovo  red najmanjših  (ordo minimorum). [21]
2. Eximiae devotionis (3. maj 1493) – potrdi Španiji nekatere pravice in privilegije glede na novo odkritih dežel na zahodu, kakor je to potrdil že prej Portugalcem na vzhodu.
3. Inter caetera (4. maj 1493) – razdelitev Novega sveta med Španijo in Portugalsko.
4. Piis fidelium (25. junij 1493) – pooblašča španskega vikarja za imenovanje misijonarev med Indijanci.
5. Dudum siquidem (23. september 1493) – avtoritativno določi mejo med španskimi in portugalskimi osvojenimi ozemlji v Novem svetu – kot dopolnilo Inter caetera.
6. Ad sacram ordinis (15. oktober 1497) – staremu običaju, da izbirajo upravnika Apostolske palače izmed avguštincev, podeli pravni temelj . [22]
7. (1. junij 1500) – prosi za tri leta za vojno zoper Turke dvajsetino od judovske lastnine po vsem svetu.

#### »Darovne«bule
V zvezi z »darovnimi« bulami Španiji je potrebna dodatna razlaga.
- Prva bula, Inter caetera, z dne 3. maja 1493, je priznala Španiji pravico do na novo odkritih dežel, ki še niso spadale pod krščanskega vladarja; obenem je potrdila predhodne pravice Portugalski; obema stranema se je to zdelo preohlapno in preveč nedoločno.
- Druga bula, Eximiae devotionis, tudi z dne 3. maja 1493, je jamčila kralju in kraljici Kastilije in Leona ter njunim naslednikom iste predpravice v na novo odkritih deželah, ki so jih uživali portugalski kralji na področju Afrike in Gvineje.[23]
- Tretja bula, tudi z naslovom Inter caetera, z dne 4. maja 1493, spodbuja španske vladarje, naj širijo vero zahodno od začrtane linije: verjetno je prišlo do spremembe na zahtevo portugalskega poslanca.
- Tordesilljska pogodba (7. junija 1494), ki je sledila buli Inter caetera, je določila španske pravice ločeno od portugalskih; vendar je bila glede na druge države zakonitost neučinkovita (res inter alios acta). Španija je poskušala brezuspešno prepričati druge evropske dežele o veljavnosti bule Inter caetera. [24]

## Smrt in spomin
Cesare se je pripravljal na novo odpravo avgusta 1503, ko sta bila povabljena z Aleksandrom VI. na kosilo h kardinalu Castellesiju na 6. avgusta; takrat naj bi vsi trije pili zastrupljeno vino; kdo naj bi ga komu namenil, se "viri" ne strinjajo - Cezare in Aleksander naj bi ga spila "po pomoti". Po tistem so vsi trije dobili vročino nekaj dni pozneje. Cezare je ležal v postelji, koža se mu je luščila, a obraz je dobil vijoličasto barvo. To je bila posledica nekaterih hudih ukrepov, da bi ga rešili in je tudi okreval; stari pontifik pa je očitno za to imel le malo možnosti. Ker sta papež in Cezar zbolela istega dne, so nekateri sumili na zastrupitev; šli so celo tako daleč, da so trdili, da je Cezare pripravil strup za kardinala (arzenik) - po drugih za svojega očeta - , potem pa so vino pomotoma spili vsi skupaj. Drugi pa trdijo, da za to ni bilo nobenega razloga in da je torej umrl za mrzlico, ki je takrat res razsajala po okolici - in zanjo še niso poznali ustreznega zdravila. 

Burchardov Dnevnik podrobno opisuje papeževo zadnjo bolezen in smrt.    
V soboto, dne 12. avgusta 1503 je papež zjutraj zbolel. Po uri večernic, med šesto in sedmo uro, je dobil stalno vročino. 15. avgusta so mu vzeli trinajst unč krvi in nastopila je tridnevna mrzlica. V četrtek, 17. avgusta ob devetih dopoldne je vzel zdravilo. V petek, osemnajstega, med deveto in deseto uro, se je spovedal škofu Gambou, ki je nato maševal zanj. Po svojem obhajilu je dal evharistijo papežu, ki je sedel v postelji. Nato je končal mašo, pri kateri je bilo navzočih pet kardinalov: Serra, Juan in Francesco Borgia, Casanova in Loris. Papež jim je dejal, da se počuti zelo slabo. Ob uri večernic, ko mu je Gamboa podelil poslednje maziljenje, je umrl. 
Star je bil 72 let. Kar se tiče njegovih pravih napak, jih pozna samo njegov spovednik; glede zunanjega vedenja pa je papež Aleksander – v nasprotju z govoricami, ki so jih širili njegovi sovražniki – umrl resnično spokorjen. To poročilo nam daje razlog, da verjamemo, da je papež umrl »v čustvu pobožnosti in vdanosti.« 

### Rodovnik rodbine Borja-Borgia
| \| \| \| \| \| \| \| \| \| \| \| \| \| \| \| \| \| \| \| \| 16. Gonzalo Gil de Borja \| \| \| \| \| \| \| \| \| \| \| \| \| \| \| \| \| \| \| \| \| \| \| \| \| \| \| \| \| \| \| \| \| \| \| \| \| \| \| \| \| \| \| \| \| \| \| \| \| \| \| \| \| \| 8. Rodrigo de Borja \| \| \| \| \| \| \| \| \| \| \| \| \| \| \| \| \| \| \| \| \| \| \| \| \| \| \| \| \| \| \| \| \| \| \| \| \| \| \| \| \| \| \| \| \| \| \| \| \| \| \| \| \| \| 4. Rodrigo Gil de Borja y Fennolet \| \| \| \| \| \| \| \| \| \| \| \| \| \| \| \| \| \| \| \| \| \| \| \| \| \| \| \| \| \| \| \| \| \| \| \| \| \| \| \| \| \| \| \| \| \| \| \| \| \| \| \| \| \| 9. Sabina Anglesola \| \| \| \| \| \| \| \| \| \| \| \| \| \| \| \| \| \| \| \| \| \| \| \| \| \| \| \| \| \| \| \| \| \| \| \| \| \| \| \| \| \| \| \| \| \| \| \| \| \| \| \| \| \| 2. Jofré de Borja y Escrivà \| \| \| \| \| \| \| \| \| \| \| \| \| \| \| \| \| \| \| \| \| \| \| \| \| \| \| \| \| \| \| \| \| \| \| \| \| \| \| \| \| \| \| \| \| \| \| \| \| \| \| \| \| \| 20. Andreu Guillem Escrivà, gospod Agresa \| \| \| \| \| \| \| \| \| \| \| \| \| \| \| \| \| \| \| \| \| \| \| \| \| \| \| \| \| \| \| \| \| \| \| \| \| \| \| \| \| \| \| \| \| \| \| \| \| \| \| \| \| \| 10. Andreu Guillem Escrivà, gospod Agresa \| \| \| \| \| \| \| \| \| \| \| \| \| \| \| \| \| \| \| \| \| \| \| \| \| \| \| \| \| \| \| \| \| \| \| \| \| \| \| \| \| \| \| \| \| \| \| \| \| \| \| \| \| \| 21. Sança Pallarès \| \| \| \| \| \| \| \| \| \| \| \| \| \| \| \| \| \| \| \| \| \| \| \| \| \| \| \| \| \| \| \| \| \| \| \| \| \| \| \| \| \| \| \| \| \| \| \| \| \| \| \| \| \| 5. Sibilia de Escrivà y Pròixita \| \| \| \| \| \| \| \| \| \| \| \| \| \| \| \| \| \| \| \| \| \| \| \| \| \| \| \| \| \| \| \| \| \| \| \| \| \| \| \| \| \| \| \| \| \| \| \| \| \| \| \| \| \| 11. Sibília de Pròixita \| \| \| \| \| \| \| \| \| \| \| \| \| \| \| \| \| \| \| \| \| \| \| \| \| \| \| \| \| \| \| \| \| \| \| \| \| \| \| \| \| \| \| \| \| \| \| \| \| \| \| \| \| \| 1. Aleksander VI. \| \| \| \| \| \| \| \| \| \| \| \| \| \| \| \| \| \| \| \| \| \| \| \| \| \| \| \| \| \| \| \| \| \| \| \| \| \| \| \| \| \| \| \| \| \| \| \| \| \| \| \| \| \| 12. Domingo I. de Borja \| \| \| \| \| \| \| \| \| \| \| \| \| \| \| \| \| \| \| \| \| \| \| \| \| \| \| \| \| \| \| \| \| \| \| \| \| \| \| \| \| \| \| \| \| \| \| \| \| \| \| \| \| \| 6. Juan Domingo de Borja y Doncel, gospod Torre de Canalsa \| \| \| \| \| \| \| \| \| \| \| \| \| \| \| \| \| \| \| \| \| \| \| \| \| \| \| \| \| \| \| \| \| \| \| \| \| \| \| \| \| \| \| \| \| \| \| \| \| \| \| \| \| \| 13. Caterina Doncel \| \| \| \| \| \| \| \| \| \| \| \| \| \| \| \| \| \| \| \| \| \| \| \| \| \| \| \| \| \| \| \| \| \| \| \| \| \| \| \| \| \| \| \| \| \| \| \| \| \| \| \| \| \| 3. Isabel de Borja y Cavanilles \| \| \| \| \| \| \| \| \| \| \| \| \| \| \| \| \| \| \| \| \| \| \| \| \| \| \| \| \| \| \| \| \| \| \| \| \| \| \| \| \| \| \| \| \| \| \| \| \| \| \| \| \| \| 7. Francina Llançol \| \| \| \| \| \| \| \| \| \| \| \| \| \| \| \| \| \| \| \| \| \| \| \| \| \| \| \| \| \| \| \| \| \| \| \| \| \| \| \| \| \| \| \| \| \| \| \| \| \| \| \| |                                                            |  |  |  |  |  |  |  |  |  |  |  |  |  |  |  |
| |                                                            |  |  |  |  |  |  |  |  |  |  |  |  |  |  |  |
| | 16. Gonzalo Gil de Borja                                   |  |  |  |  |  |  |  |  |  |  |  |  |  |  |  |
| |                                                            |  |  |  |  |  |  |  |  |  |  |  |  |  |  |  |
| |                                                            |  |  |  |  |  |  |  |  |  |  |  |  |  |  |  |
| | 8. Rodrigo de Borja                                        |  |  |  |  |  |  |  |  |  |  |  |  |  |  |  |
| |                                                            |  |  |  |  |  |  |  |  |  |  |  |  |  |  |  |
| |                                                            |  |  |  |  |  |  |  |  |  |  |  |  |  |  |  |
| | 4. Rodrigo Gil de Borja y Fennolet                         |  |  |  |  |  |  |  |  |  |  |  |  |  |  |  |
| |                                                            |  |  |  |  |  |  |  |  |  |  |  |  |  |  |  |
| |                                                            |  |  |  |  |  |  |  |  |  |  |  |  |  |  |  |
| | 9. Sabina Anglesola                                        |  |  |  |  |  |  |  |  |  |  |  |  |  |  |  |
| |                                                            |  |  |  |  |  |  |  |  |  |  |  |  |  |  |  |
| |                                                            |  |  |  |  |  |  |  |  |  |  |  |  |  |  |  |
| | 2. Jofré de Borja y Escrivà                                |  |  |  |  |  |  |  |  |  |  |  |  |  |  |  |
| |                                                            |  |  |  |  |  |  |  |  |  |  |  |  |  |  |  |
| |                                                            |  |  |  |  |  |  |  |  |  |  |  |  |  |  |  |
| | 20. Andreu Guillem Escrivà, gospod Agresa                  |  |  |  |  |  |  |  |  |  |  |  |  |  |  |  |
| |                                                            |  |  |  |  |  |  |  |  |  |  |  |  |  |  |  |
| |                                                            |  |  |  |  |  |  |  |  |  |  |  |  |  |  |  |
| | 10. Andreu Guillem Escrivà, gospod Agresa                  |  |  |  |  |  |  |  |  |  |  |  |  |  |  |  |
| |                                                            |  |  |  |  |  |  |  |  |  |  |  |  |  |  |  |
| |                                                            |  |  |  |  |  |  |  |  |  |  |  |  |  |  |  |
| | 21. Sança Pallarès                                         |  |  |  |  |  |  |  |  |  |  |  |  |  |  |  |
| |                                                            |  |  |  |  |  |  |  |  |  |  |  |  |  |  |  |
| |                                                            |  |  |  |  |  |  |  |  |  |  |  |  |  |  |  |
| | 5. Sibilia de Escrivà y Pròixita                           |  |  |  |  |  |  |  |  |  |  |  |  |  |  |  |
| |                                                            |  |  |  |  |  |  |  |  |  |  |  |  |  |  |  |
| |                                                            |  |  |  |  |  |  |  |  |  |  |  |  |  |  |  |
| | 11. Sibília de Pròixita                                    |  |  |  |  |  |  |  |  |  |  |  |  |  |  |  |
| |                                                            |  |  |  |  |  |  |  |  |  |  |  |  |  |  |  |
| |                                                            |  |  |  |  |  |  |  |  |  |  |  |  |  |  |  |
| | 1. Aleksander VI.                                          |  |  |  |  |  |  |  |  |  |  |  |  |  |  |  |
| |                                                            |  |  |  |  |  |  |  |  |  |  |  |  |  |  |  |
| |                                                            |  |  |  |  |  |  |  |  |  |  |  |  |  |  |  |
| | 12. Domingo I. de Borja                                    |  |  |  |  |  |  |  |  |  |  |  |  |  |  |  |
| |                                                            |  |  |  |  |  |  |  |  |  |  |  |  |  |  |  |
| |                                                            |  |  |  |  |  |  |  |  |  |  |  |  |  |  |  |
| | 6. Juan Domingo de Borja y Doncel, gospod Torre de Canalsa |  |  |  |  |  |  |  |  |  |  |  |  |  |  |  |
| |                                                            |  |  |  |  |  |  |  |  |  |  |  |  |  |  |  |
| |                                                            |  |  |  |  |  |  |  |  |  |  |  |  |  |  |  |
| | 13. Caterina Doncel                                        |  |  |  |  |  |  |  |  |  |  |  |  |  |  |  |
| |                                                            |  |  |  |  |  |  |  |  |  |  |  |  |  |  |  |
| |                                                            |  |  |  |  |  |  |  |  |  |  |  |  |  |  |  |
| | 3. Isabel de Borja y Cavanilles                            |  |  |  |  |  |  |  |  |  |  |  |  |  |  |  |
| |                                                            |  |  |  |  |  |  |  |  |  |  |  |  |  |  |  |
| |                                                            |  |  |  |  |  |  |  |  |  |  |  |  |  |  |  |
| | 7. Francina Llançol                                        |  |  |  |  |  |  |  |  |  |  |  |  |  |  |  |
| |                                                            |  |  |  |  |  |  |  |  |  |  |  |  |  |  |  |
| |                                                            |  |  |  |  |  |  |  |  |  |  |  |  |  |  |  |

Njegovi predniki so pripadali stari španski plemiški rodovini.

#### Družina
V renesansi ni bilo tako redko, da bi imeli kleriki krajšo ali daljšo zvezo z žensko, iz katere so se rodili otroci, ki so jih tudi javno priznali za svoje. Takratniki so bolj zamerili, če so kleriki – zlasti papeži – svojim otrokom ali drugim sorodnikom podeljevali visoke cerkvene službe. Že Kalist je tako med drugimi imenoval svojega mladega nečaka Rodriga za kardinala; kot papež pa je Aleksander VI. nepotizmu še bolj  dal krila, največkrat iz političnih razlogov. 
Kot kardinal naj bi imel najdaljšo zvezo z Vannozzo(*1442), mikavno, vendar poročeno ženo s tremi zaporednimi možmi. Zveza se je začela 1470, iz nje pa so se rodili štirje otroci, ki jih pripisujejo njemu; nekateri postavljajo to pod vprašaj in menijo, da to niso bili njegovi otroci, ampak njegovi nečaki, zlasti Cezar in Lukrecija.
1. Giovanni, tudi Juan, gandijski vojvoda (* 1476)
2. Cesare (* 1475)
3. Lucrezia (* 1480)
4. Goffre (Goffredo, Giuffre ali Joffré, * 1482). [30]

Pozneje se mu je rodilo še nekaj otrok od neznanih mater; zgodovinarji se razhajajo glede njihovega števila (od enega do šestih) in tudi glede zveze z lepo Giulio, ki je najbrž bila model za sliko Mladenka in enorog, ki jo je naslikal okrog 1602 Domenichino, a slika se sedaj nahaja v  Palazzo Farnese. Vsekakor te njegove niti ne skrivane zveze niso bile na spodbudo vernikom. 
- Vannozza
- Giovanni, drugi gandijski vojvoda.
- Cesare
- Lucrezia najbrž njen portret je naslikal Bartolomeo Veneto
- Gioffre ali Joffré (1482–1522) Princ v Squillace.
- Giulia Farnese kot – Mladenka in enorog, naslikal ok. 1602 Domenichino

### Različna mnenja o papežu Aleksandru VI.
Ob njegovem pogrebu je o Aleksandru VI. „izumil“ Rimski govoreči kip Paskvin izredno neusmiljeno „paskvinato“; nasprotniki so namreč dolžili njega in njegovo sorodstvo nasilja, poželenja in krutosti:
| È sepolto con lui… | Z njim je pokopano… |
| --- | --- |
| “Qui giace Alessandro sesto. È sepolto con lui quanto venerò, il lusso, la discordia, l’inganno, la violenza, il delitto”. | »Tukaj leži Aleksander VI. Z njim je pokopano vse tisto, kar je čislal: razkošje, nesloga, prevara, nasilje, hudodelstvo«. |

Navedimo še kakšno podobno mnenje:
1. »Krščanski svet se je rešil (z Aleksandrovo smrtjo) hudega pohujšanja«, pravi cerkveni zgodovinar Hergenröther (1824–1890); pa še pri tako nevrednem papežu, čigar nauk je treba izpolnjevati, dejanj pa se izogibati, se je uresničila objuba dana Petru [33] saj ni nikoli zapovedal vernikom kaj nenravnega ali veri nasprotnega; prav nasprotno: vse njegove določbe so kar odlične. Celo sam Aleksander, kolikorkoli je popuščal čutnosti, se je ogibal in prepovedoval razbrzdanost in pijančevanje.
2. Protestantovski zgodovinar Gregorovius glede tega pravi: »Na temelju raziskovanja smo prišli do sklepa, da izvor njegovih grehov ni bila častihlepnost in oblastiželjnost, ki povzročata pri vladarjih največ napak; ampak počutnost in njeno najbolj plemenito razodevanje: ljubezen do otrok. Njegove osebnosti ne dela nesprejemljive strast, katere suženj je bil, niti dejanja, ki jih je storil, saj so pred njim in za njim vladarji storili podobne in hujše pregrehe; težo ima pa okoliščina, da je vse to storil kot papež. Kljub temu pa samo to dejstvo ni moglo uničiti dostojanstva Cerkve.«[34]

Treba pa je seveda upoštevati tudi drugačne, bolj umirjene in ugodnejše ocene, ki jih ni malo:
1. Kljub Julijevi sovražnosti do Aleksandra posebej in do Borgijevcev na splošno, rimski plemiči in romanjski vikarji nikoli več niso pomenili za papeža takih težav kot v preteklosti; Julij je dolgoval svoj uspeh temeljem, ki so jih postavili Borgijci. V nasprotju od Julija se Aleksander ni nikoli vojskoval, razen če je bilo to nujno potrebno; raje se je zatekel k pogajanjem in diplomaciji.[35]
2. Lee trdi, da so hudodelstva, ki jih sodobniki pripisujejo Borgijcem, pretirana, ker so se Španci kot tujci polastili imetja ki so si ga Italijani svojatali; postali so črtilci Špancev, ko je kazalo, da bodo oni prevzeli prevelik nadzor nad italijanskim polotokom; ko pa je po Aleksandrovi smrti rodbina zgubila ves svoj vpliv, potemtakem ni bilo nikogar več, ki bi jih mogel braniti. [36]
3. Aleksander VI., po rodu Španec, velja za najbolj posvetnega in spornega papeža v renesansi, če že ne v celi zgodovini. Osebnost Aleksandra VI., zelo zapletena, je bila presojana na več načinov ter je tudi danes težko izreči popolno in končno sodbo. Zanesljivo je, da so nekatere obtožbe zoper njega izmišljene in napačne, zlasti tiste, ki ga prikazujejo kot zastrupljevalca, morilca in krvoskrunca. Gotovo pa je tudi, da njegova nravna podoba, zlasti v očeh sodobnikov, ne ustreza predstavi o pontifiku, ampak bolj taisti o renesančnem vladarju. [37]
4. Meyer trdi v svoji knjigi „The Hidden History“ (2013), da večina zgodb o podkupovanju in prestopkih, ki jih zgodovina pripisuje rodbini Borgia, preprosto ni resničnih; po večini so čudaške listine napisali ljudje, ki so sovražili to družino iz političnih razlogov. Tako Rodrigo Borgia, po Meyerjevih spoznanjih, ni bil nikakršen spolni razvratnež niti ni bil preveč podkupljiv, vsaj ne po merilih tistega časa.
5. Ferrarski odposlanec Boccaccio piše o njem: »Papež je samo eno »rihto«, pa ko bi bila vsaj ta obilna; zato je mučno z njim obedovati.«[38]
6. Italijanska protikatoliška histerija je v drugi polovici 19. stoletja, podprta z življenjepisi „slabih“ papežev, dosegla višek ravno z življenjem Aleksandra VI. Brez kakršnegakoli podprtega zgodovinskega raziskovanja so tiskane različne biografije o njem, a vsaka naslednja ga je poskušala predstaviti v slabši luči od prejšnje. Tako na primer, ko beremo pismo, v katerem Aleksander VI. ogovarja Cezara Borgija s „sinom“, so takoj sklepali, da sta bila Cezar in njegova sestra Lukrecija papeževa nezakonska otroka. Dejstvo, da je Aleksander tako ogovarjal vse ljudi, pa celo španskega kralja, jim ni preprečilo, da bi za vedno povezali papeža s tem grehom, čeprav obstajajo dokazi, da onadva nista bila otroka njega, ampak njegove sestre.[39] [30]
7. Dal Bello meni, da so o Borgijevih sestavili romanopisci črno legendo. Glede na pontifika, ki so ga skozi stoletja opisovali njegovi politični nasprotniki kot pokvarjenega, morilca, razkošneža, pripravljenega na vse za dosego in uveljavljanje oblasti sebe in svoje družine, razlaga zgodovinar in predavatelj Dal Bello v knjigi La leggenda nera - i Borgia (Črna legenda - Borgijci), da je bil sposoben in pravičen v vladanju Cerkve, pobožen do Marije in svete Ane, velikodušen do Judov in podpornik lepih umetnosti. Nadalje je Aleksander branil pravovernost, prenovil redove in samostane, podpiral misijone v Novem svetu in na Jutrovem. Tudi osebno je gojil različne oblike pobožnosti, dobrodelnosti in molitve. Letopisci so hudo očnili podobo Rodrigove hčerke Lukrecije, ki je umrla kot tretjerednica. Med drugim je organiziral svetoletni jubilej 1500, gradil ceste, kot np. »Borgo Nuovo«, skladiščil živila, nižal cene, odpiral gostilne za nameščanje revnejših romarjev. Obredi v zvezi s svetim letom, ki jih je uvedel on, so še danes v veljavi. [40]
8. Tem komentarjem dodajmo še, da je v njegovem času in pod njegovim pokroviteljstvom cvetela umetnost; Michelangelo je za časa Aleksandrovega vladanja (1492-1503) ustvaril svojo najlepšo umetnino Pietà (Sočutna) (1498-99).
9. Na veliko veselje rimskega ljudstva je bil 9. marca 1513 izvoljen za papeža Leva X. Giovanni Lorenzo de' Medici . Ob sklicevanju na prejšnji vladavini Aleksandra VI. in Julija II., ki ju je zasenčilo vladanje Leva X., bančnik Chigi drzno ugotavlja: »Čas Venere [41]je minil, odšel je tudi čas Marsa[42], in zdaj je prišel čas Minerve[43].« Leon X. se je izkazal manj uspešnega v politiki; vsekakor se ga bolj spominjajo kot podpornika umetnosti in književnosti, glasbe in študija. On je bil najbolj učen človek, kar jih je nosilo papeško tiaro do njegovega časa in še dolgo za tem.[44].